# NGC 5843
NGC 5843 is een balkspiraalstelsel in het sterrenbeeld Wolf. Het hemelobject werd op 3 mei 1834 ontdekt door de Britse astronoom John Herschel.

## Synoniemen
- ESO 387-4
- MCG -6-33-13
- IRAS 15043-3608
- PGC 53996